# Köpmannen Kalasjnikov

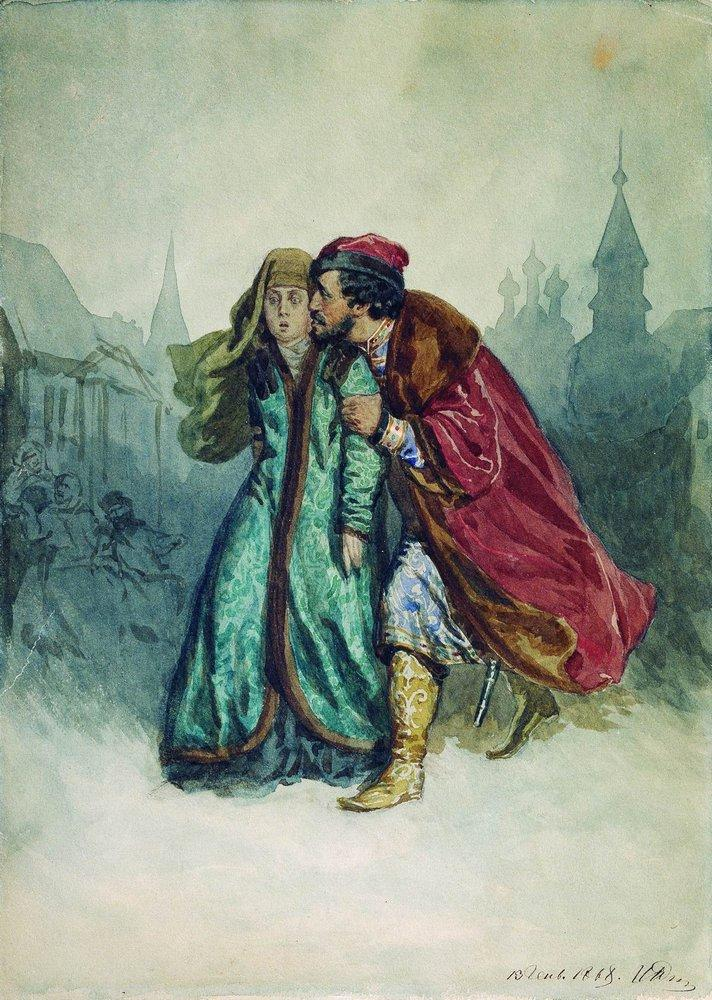
Köpmannen Kalasjnikov målad av Ilja Repin 1868.

Köpmannen Kalasjnikov (ryska: Купец Калашников: Kupets Kalasjnikov) är en rysk opera i tre akter med musik av Anton Rubinstein och libretto av Nikolaj Kulikov efter Michail Lermontovs dikt Sången om köpmannen Kalasjnikov (1838).

## Historia
Operan stod för höjdpunkten av Rubinsteins nationalism men den förödande kritiken gjorde att han aldrig mer fortsatte på denna bana. Operan hade premiär den 23 februari 1880 på Mariinskijteatern i Sankt Petersburg men lades ned efter endast två föreställningar. Vid nypremiären nio år senare gick det lika illa. Rubinstein dirigerade själv men hans ineffektiva teknik gjorde att föreställningen fick stoppas.

## Personer
- Stepan Paramonovitj Kalasjnikov, köpman (baryton)
- Sergej Kiribejevitj, en opritjnik (tenor)
- Tsar Ivan IV av Ryssland (bas)[1]
- Aljona Dmitrijevna, Kalasjnikovs hustru (sopran)

## Handling
Sergej Kiribejevitj tillhör tsarens Ivan den förskäckliges livvakt. Han för bort köpmannen Kalasjnikovs hustru Aljona. Kalasjnikov mördar honom med sina bara händer och döms till döden av tsaren. Men sanningen når tsaren innan Kalasjnikov avrättas och han benådas.